# Riso mundial
Riso mundial é uma revista de periodicidade semanal, da autoria de Jerónimo Pinteus Sousa, iniciada em 1947, enquadrando-se no estilo de imprensa de cariz humorístico que recorre a sátiras sobre a vida política da época de publicação.